# Кортемарк
Кортемарк (на нидерландски: Kortemark) е селище в Северозападна Белгия, окръг Диксмойде на провинция Западна Фландрия. Населението му е около 12 000 души (2006).